# АД Алкоркон
Агрупасион Депортива Алкоркон (на испански: Agrupación Deportiva Alcorcón, S. A. D.) е испански футболен отбор. от едноименния град Алкоркон.
Тимът става известен след невероятната си победа над гранда Реал Мадрид на своя стадион с 4:0. След това гостуват на Естадио Сантяго Бернабеу, но успяват да спрат набезите на новия „Галактико“ на Флорентино Перес и отстъпват с минималното 1:0 след късен гол на холандеца Рафаел ван дер Ваарт, и в крайна сметка да елиминират именития съперник.